# 栗腹皇鸠
栗腹皇鸠（学名：Ducula brenchleyi），是鸽形目鸠鸽科的一种鸟类。

## 特征
栗腹皇鸠体重约380克，翼长约216.2毫米，嘴峰长约28.9毫米，喙宽度约6.1毫米，喙厚度约5.5毫米，跗蹠长约29.9毫米，尾长约112.6毫米。栗腹皇鸠在其分布区内为留鸟，其栖息在半开放的高大的树木组成的森林中，食性为草食性，主要食物来源是水果。

## 分布
东所罗门群岛（瓜达尔卡纳尔岛、馬萊塔島和馬基拉島）。